# Sint-Stefanuskerk (Zonnegem)

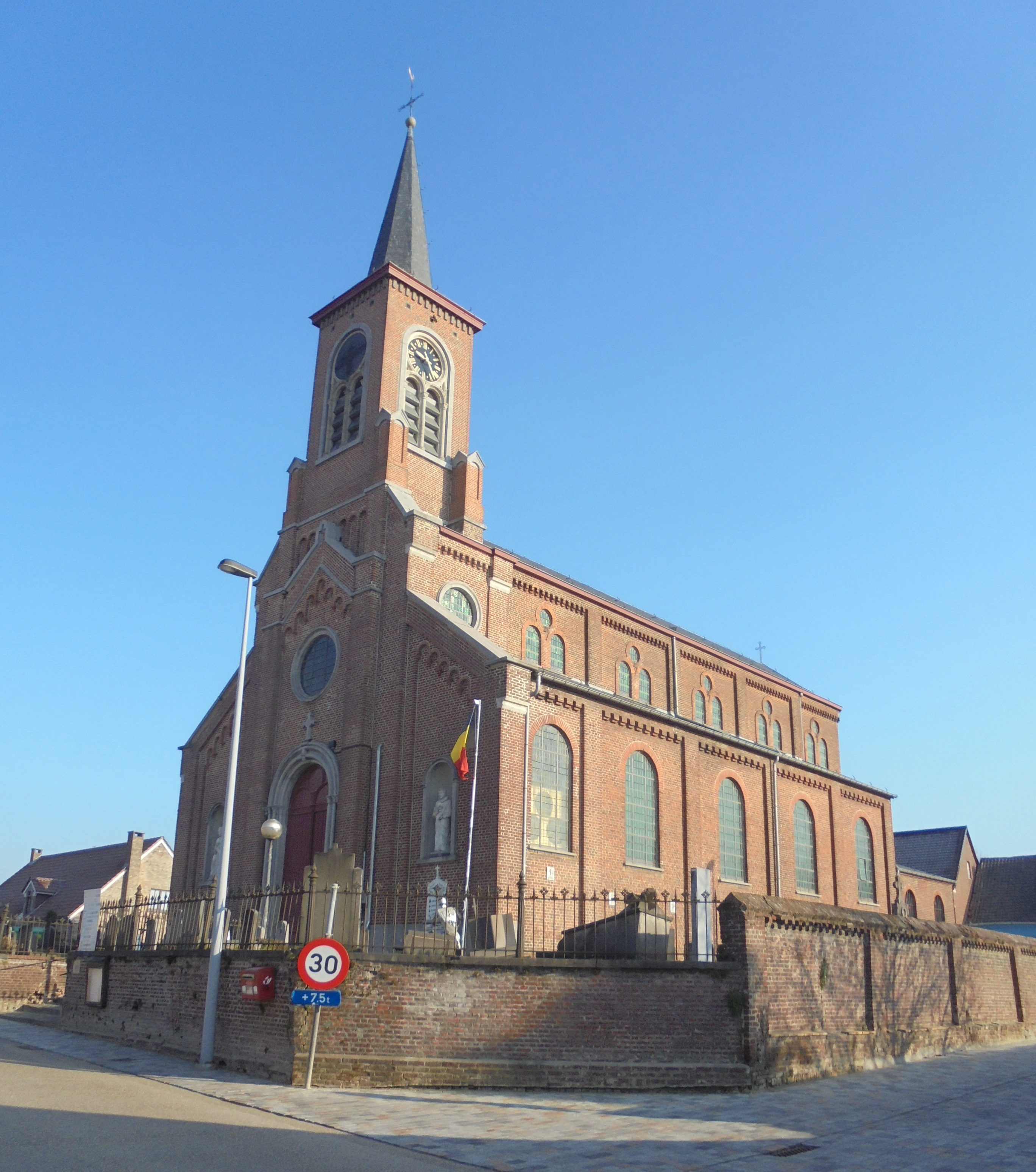
Sint-Stefanuskerk

De Sint-Stefanuskerk (ook: Sint-Stephanus-vindingskerk) is de parochiekerk van de tot de Oost-Vlaamse gemeente Sint-Lievens-Houtem behorende plaats Zonnegem, gelegen aan de Gentsestraat.

## Geschiedenis
Deze kerk werd in 1862 gebouwd naar ontwerp van Edmond de Perre-Montigny.

## Gebouw
Het betreft een georiënteerde bakstenen basilicale kerk met ingebouwde westtoren. De vensters zijn rondbogig. De kerk heeft een driezijdig afgesloten koor.

## Interieur
Het kerkmeubilair is grotendeels neogotisch en dateert uit de 2e helft van de 19e eeuw.